# マイク・ジェームズ (1990年生のバスケットボール選手)
マイケル・ペリー・ジェームズ（Michael Perry James , 1990年8月18日 - ）は、アメリカ合衆国・オレゴン州ポートランド出身のプロバスケットボール選手。LNBプロAのASモナコ・バスケットに所属している。ポジションはポイントガード。

## 経歴
オレゴン州ポートランドのグラント高校から、2008年にイースタンアリゾナ大学に進学し、2年生を終えた2010年にテキサス州ボーモントに所在するラマー大学に転校。4年生時の2011-12シーズンに平均17.1得点3.2リバウンド2アシストを記録し、同シーズンのNCAAトーナメント出場に導く活躍を見せたジェームズだったが、2012年のNBAドラフトには指名外で終了。
ジェームズはクロアチアでプロキャリアを開始。以降ヨーロッパ各国でプレーし、2014年12月にリーガACBの強豪サスキ・バスコニアと契約。2014-15シーズン終了後にNBAサマーリーグにフェニックス・サンズの一員として参加するも契約までには至らず、2015-16シーズンもバスコニアでプレー。同シーズンはユーロリーグでも活躍した。
2016-17シーズンはGBLのパナシナイコスBCでプレー。リーグとカップ戦優勝を経験した。
2017年のNBAサマーリーグには、再びサンズの一員として参加。そこで平均20.5得点5アシストを記録したジェームズは、サンズと2ウェイ契約を締結。2017-18シーズン開幕戦のポートランド・トレイルブレイザーズ戦で、念願のNBAデビュー。その後サンズは10月22日にアール・ワトソンヘッドコーチを解任。更に先発PGのエリック・ブレッドソーがチーム批判をした為にベンチ外になるなど、チームが揺れ動く中、暫定ヘッドコーチに就いたジェイ・トリアーノは、翌23日のサクラメント・キングス戦でジェームズを先発に抜擢。するとジェームズはベンチに期待に応え、18得点7アシストを記録。サンズは117-115で勝利し、シーズン初勝利をもたらした。その後12月7日に、2way契約選手として初めて、正式に選手契約を結んだが、その2週間後にアイザイア・カナアンとの契約の為に解雇された。
2018年2月、ニューオーリンズ・ペリカンズからウェイブされた。
2021年4月23日、ブルックリン・ネッツと10日間契約を結んだ。
2021年9月17日、フランスリーグ・LNBプロAのASモナコ・バスケットと契約した。